# Fono (Micronesia)
Fono ( o Ono) è un atollo delle Isole Caroline. Amministrativamente è una municipalità del Distretto Nomoneas Settentrionali, di Chuuk, uno degli Stati Federati di Micronesia. 
Ha una superficie di 1 km² e 319 abitanti (Census 2008).